# Sam Jones III
Sam L. Jones III ( Boston, Massachusetts, 29 de abril de 1983) é um ator estadunidense, conhecido por interpretar Pete Ross no seriado Smallville. Participou também da primeira temporada de Blue Mountain State. Série de comédia canadense. Participou de dois episódios da série A Hora do Espanto, transmitida pelo SBT, juntamente com a sua futura colega de trabalho Allison Mack, a Chloe de Smallville. Participou também de vários episódios do drama ER como o paramédico e posteriormente estudante de medicina Chaz Pratt.

## Prisão
No dia 21 de outubro de 2009, o ator que recentemente viveu o estudante Chaz Pratt na série "E.R", é acusado formalmente de conspiração para tráfico de drogas em 2008. Segundo o site TMZ, a polícia de Los Angeles acredita que Sam era a ligação dos traficantes em Hollywood e estava se preparando para negociar 10 mil pílulas de oxicodona, analgésico normalmente usado para o tratamento da dor em paciente com câncer.
Jones foi levado em custódia pelos agentes da Drug Enforcement Administration sob a acusação de tráfico de drogas. Em 16 de dezembro de 2010, Jones se declarou culpado de conspiração para vender mais de 10 mil comprimidos de oxicodona. Jones fazia a "Conexão Hollywood" em um plano para comprar e distribuir a droga ilegal, de acordo com documentos arquivados na Corte Distrital dos EUA. 
Em 22 de junho de 2011, Jones foi condenado a 366 dias de prisão federal, recebeu clemência do juiz. O Ministério Público Federal tinha inicialmente pediu uma pena de prisão de 5 anos. No dia 6 de dezembro de 2011, Jones começou a cumprir sua pena no Complexo Correcional Lompoc, na Califórnia. Ele foi solto dia 12 de outubro de 2012 depois de servir 10 meses na prisão.

## Vida pessoal
Em março de 2010, foi relatado que Jones estava namorando Karissa Shannon , com quem criou uma fita de sexo.
Foi noticiado em 2011 que Jones deturpado publicamente a sua idade como 28, quando ele era na verdade 32.

## Filmografia
| Ano                |  | Título                           | Papel                    |
| 2010               |  | Krews                            | Wishbone                 |
| 2010               |  | Karissa Shannon Superstar        | Ele mesmo                |
| 2010               |  | Blue Mountain State              | Craig Shilo              |
| 2008               |  | Army Wives                       | Jake                     |
| 2007               |  | Bones                            | Intern                   |
| 2006               |  | Home of the Brave                | Billy                    |
| 2006               |  | For One Night                    | Brandon Williams         |
| 2006               |  | 7th Heaven                       | Alex                     |
| 2006               |  | Glory Road                       | Willie Worsley           |
| 2005-2009          |  | ER                               | Charlie "Chaz" Pratt Jr. |
| 2001 – 2004 & 2008 |  | Smallville                       | Pete Ross                |
| 2004               |  | Smallville: Chloe Chronicles     | Pete Ross                |
| 2003               |  | The Practice                     | Troy Ezekiel             |
| 2002               |  | The Nightmare Room               | Russell                  |
| 2002               |  | ZigZag                           | ZigZag                   |
| 2001               |  | Snipes                           | Erik                     |
| 2000 & 2001        |  | CSI: Crime Scene Investigation   | James Moore              |
| 2000               |  | Pacific Blue                     | Ricky Davis              |
| 1999               |  | Judging Amy                      | Robert Chetwind          |
| 1999               |  | Pensacola                        | Earvin 'Magic' Schneider |
| 1999               |  | Saved by the Bell: The New Class | Jeff                     |
| 1999               |  | NYPD Blue                        | Jerome Banks             |